# Großer Preis der USA 2005
Der Große Preis der USA 2005 (offiziell XXXIV Foster’s United States Grand Prix) fand am 19. Juni auf dem Indianapolis Motor Speedway in Indianapolis statt und war das neunte Rennen der Formel-1-Weltmeisterschaft 2005.
Der Grand Prix wurde durch gravierende Reifenprobleme der Michelin-Teams überschattet, die alle nach der Einführungsrunde in die Boxengasse fuhren. Nur die sechs Autos der Teams mit Bridgestone-Reifen starteten zum Rennen.

## Berichte

### Hintergrund
Nach dem Großen Preis von Kanada führte Fernando Alonso in der Fahrerwertung mit 22 Punkten vor Kimi Räikkönen und mit 32 Punkten vor Jarno Trulli. Renault führte in der Konstrukteurswertung mit 13 Punkten vor McLaren-Mercedes und mit 29 Punkten vor Williams-BMW.
Vor dem Grand Prix wurde in der Steilkurve des Indianapolis Motor Speedway ein neuer Belag aufgebracht, der nachträglich mit Rillen versehen werden musste, da er zu rutschig war.
Während des Rennwochenendes gab es einen Fahrerwechsel: Ricardo Zonta übernahm ab dem Samstag das Toyota-Cockpit von Ralf Schumacher, der nach dem ersten Trainingstag verletzungsbedingt ausfiel.
Mit Michael Schumacher (dreimal) und Rubens Barrichello (einmal) traten zwei ehemalige Sieger zu diesem Grand Prix an.

### Training

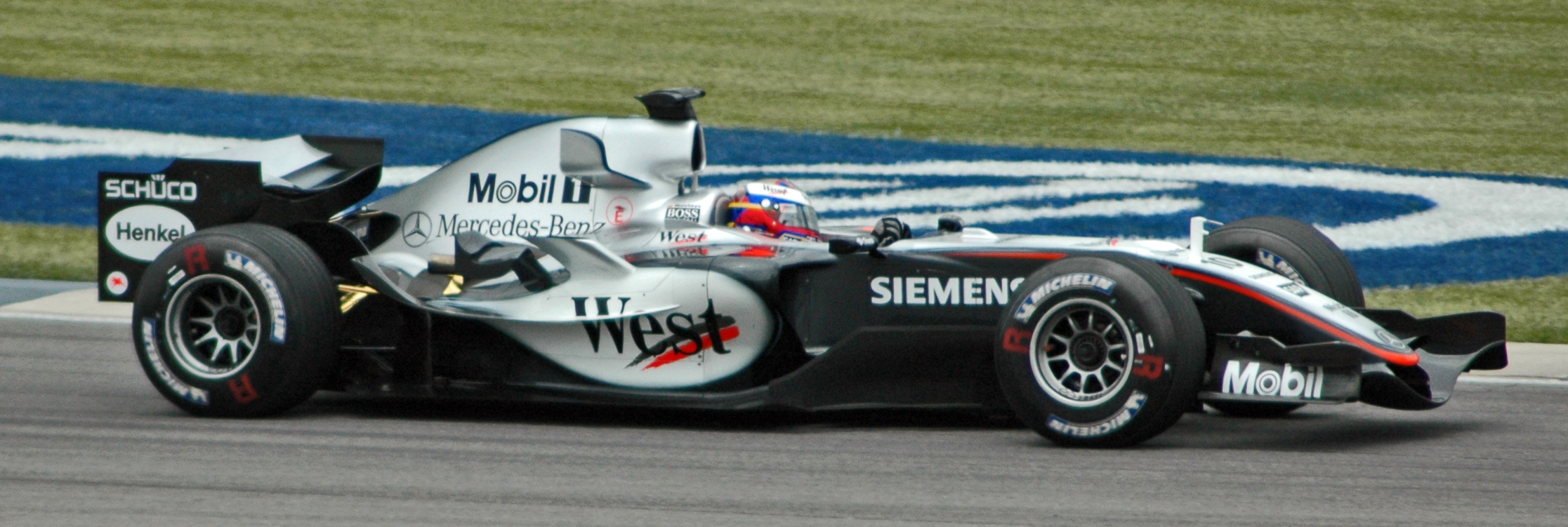
McLaren-Pilot Montoya erzielte mehrere Trainingsbestzeiten

An den freien Trainings am Freitag nahmen zusätzlich zu den regulären Piloten Pedro de la Rosa (McLaren-Mercedes), Scott Speed (Red Bull-Cosworth), Zonta (Toyota) und Robert Doornbos (Jordan-Toyota) teil. Im ersten freien Training erzielte Juan Pablo Montoya die schnellste Runde vor Zonta und Alonso. Ralf Schumacher hatte einen schweren Unfall in der Steilkurve, nachdem er einen Reifenschaden erlitten hatte und fiel für das weitere Wochenende aus. Auch sein Teamkollege Zonta hatte in dem Training einen Reifenschaden erlitten. Michelin-Sportchef Pierre Dupasquier behauptete nach den Freitagstrainings zunächst, dass es sich um kein generelles Michelin-Problem handle.

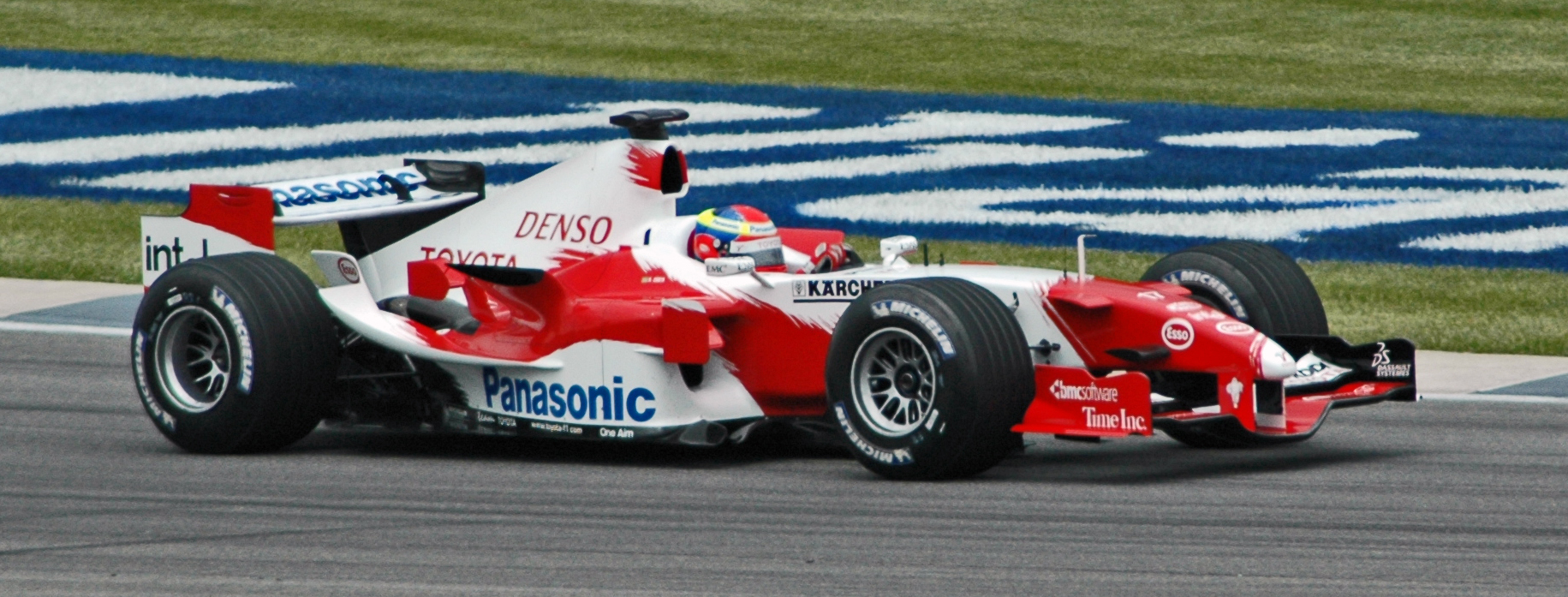
Zonta übernahm bei Toyota das Cockpit vom verletzten Ralf Schumacher

Im zweiten freien Training behielt Montoya die Führungsposition. Zweiter wurde sein Teamkollege Räikkönen vor Barrichello. Ab dem dritten freien Training übernahm Zonta den Rennwagen von Ralf Schumacher. Im dritten Training erzielten nur acht Piloten eine Rundenzeit. Darunter waren die sechs Piloten mit Bridgestone-Reifen sowie Montoya und David Coulthard. Montoya erzielte die schnellste Runde vor Michael Schumacher und Barrichello. Die Michelin-Piloten waren vor dem Training aufgefordert worden, möglichst nicht durch die Steilkurve zu fahren, da man als Ursache für die Reifenschäden der beiden Toyota-Piloten nun doch ein generelles Reifenproblem ausmachen konnte. Im vierten freien Training setzten wieder alle Piloten eine Zeit. Schnellster Pilot war Räikkönen vor Jenson Button und Alonso.

### Qualifying
Im Qualifying erzielte Trulli die schnellste Runde und fuhr die erste Pole-Position für Toyota ein. Zweiter wurde Räikkönen vor Button.

### Vor dem Rennen

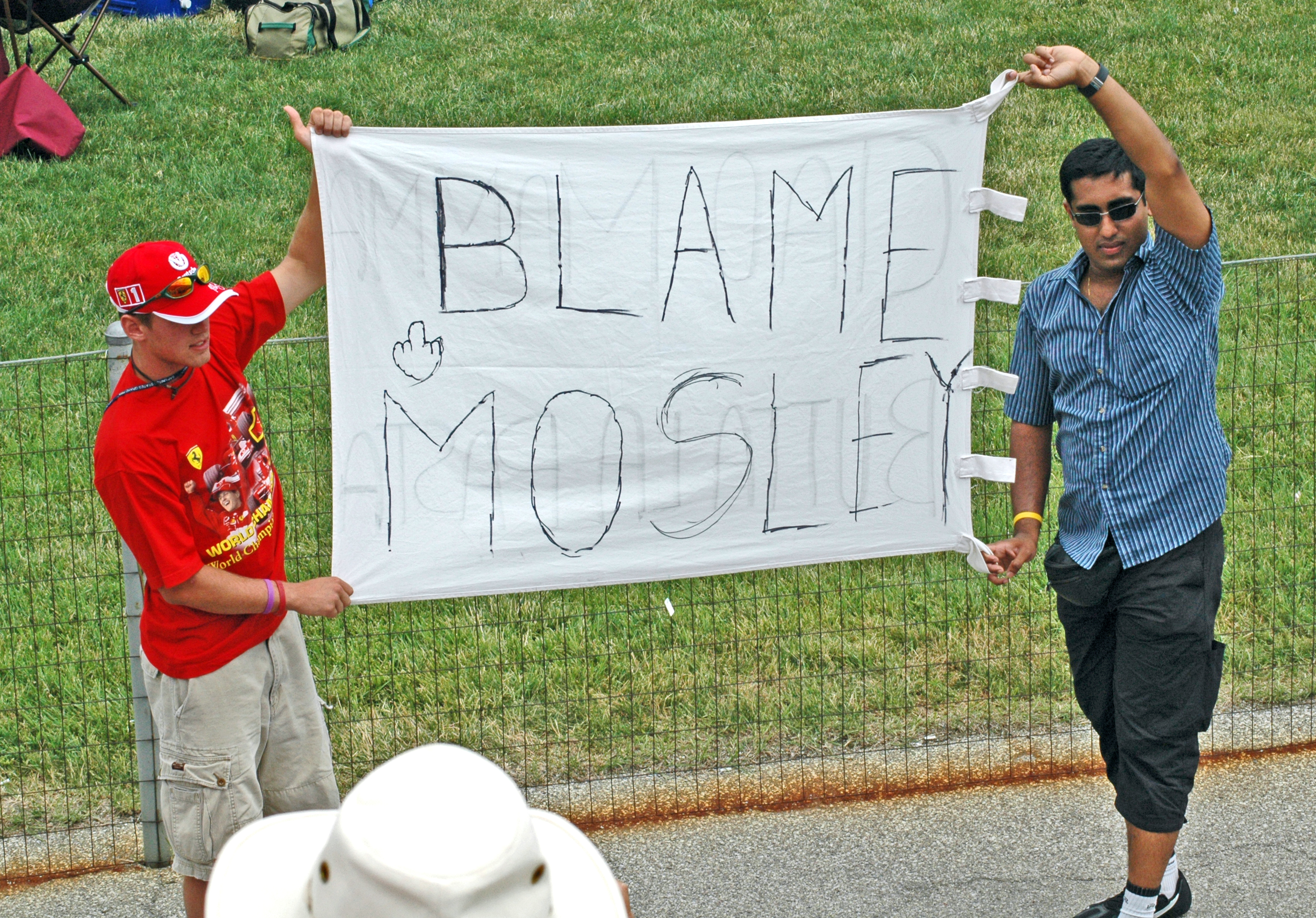
Protestierende Fans an der Strecke

Nach den Trainings zeigte sich, dass die Michelin-Teams nicht in der Lage waren, das Rennen ohne Reifenschäden zu überstehen. Bis kurz vor dem Start wurden verschiedene Möglichkeiten diskutiert.
In einem Briefwechsel zwischen dem Motorsportdirektor von Michelin und dem Technischen Delegierten der FIA Charlie Whiting gab Michelin die Reifenprobleme bekannt und schlug vor, die Renngeschwindigkeit durch eine zusätzliche Schikane vor der Steilkurve zu verringern. Dies wurde von der FIA abgelehnt, da Michelin zwei Reifenmischungen mitbringen durfte, von denen eine Mischung bei Problemen mit der anderen verwendet werden könnte. Zudem wäre eine Streckenänderung laut FIA ein Regelbruch gewesen, da man damit die Teams unfair behandelt hätte, die mit korrekten Reifen angereist waren. Whiting schrieb zudem, dass die von den Reifenproblemen betroffenen Teams die Steilwandkurve auch ohne Schikane in verlangsamter Geschwindigkeit durchfahren könnten, wenn dadurch kein Sicherheitsrisiko für die anderen Teams entstünde. Auch könnte die FIA vermehrte, regelmäßige, sicherheitsbedingte Wechsel des linken Hinterreifens tolerieren, wenn dadurch keine Vorteile entstünden. Die zusätzliche Schikane sah Whiting daher für nicht möglich an.
Eine weitere diskutierte Möglichkeit war, neue Reifen aus Europa einfliegen zu lassen, was wiederum ein klarer Regelverstoß gewesen wäre. Die FIA kündigte für diesen Fall empfindliche Strafen an, sagte aber gleichzeitig, dass sie die Teams in diesem Falle nicht disqualifizieren wolle. Die Teams sprachen sich jedoch selber gegen die Verwendung der neu eingeflogenen Reifen aus, da sie keine Erfahrungswerte für die Strecke hatten und die Reifenmischung somit nicht einschätzen konnten.
Von den Rennteams sprach sich lediglich Ferrari gegen die Schikane aus.

### Rennen

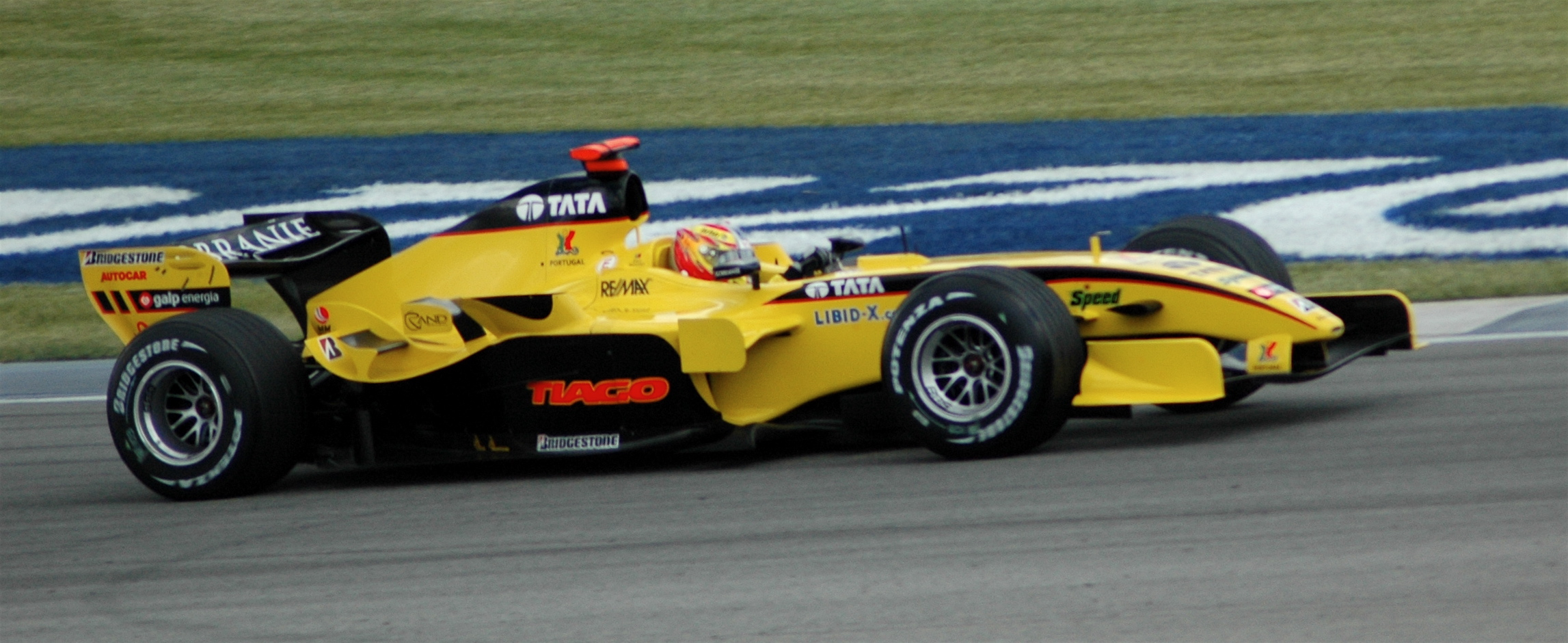
Jordan-Pilot Monteiro erzielte mit einem dritten Platz seine erste Podest-Platzierung

Das Rennen stand im Zeichen des Reifenskandals. Die sieben Teams, die mit Michelin-Reifen starteten, fuhren schon am Ende der Einführungsrunde zurück an die Box. Michelin konnte aufgrund größerer Probleme nicht für die Sicherheit garantieren und gab bekannt, dass die aktuellen Reifen den hohen Geschwindigkeiten von mehr als 300 km/h möglicherweise nicht länger als zehn Runden standhalten würden.

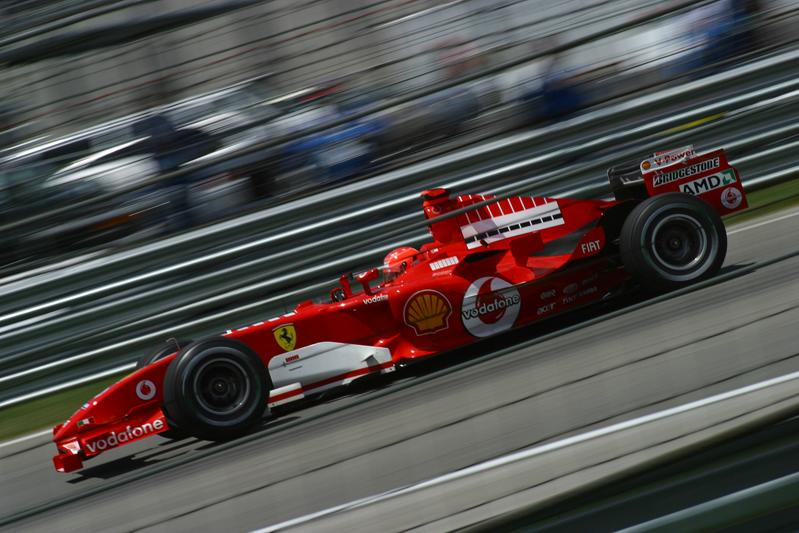
Michael Schumacher gewann im Ferrari seinen ersten und einzigen Grand Prix 2005

In der Startaufstellung waren nur die Ferrari von Michael Schumacher und Barrichello, die Jordan von Tiago Monteiro und Narain Karthikeyan sowie die Minardi von Christijan Albers und Patrick Friesacher. Die Zuschauer auf den Tribünen reagierten mit Unverständnis. In Runde fünf warf ein Fan eine volle Wasserflasche auf die Strecke, welche von Barrichello überfahren wurde. Auf der Gerade nach der Steilkurve hagelte es Dosen sowie Flaschen, und bedingt dadurch mussten gelb-rote Fahnen geschwenkt werden. Zahlreiche Fans verließen die Tribünen bereits lange vor dem Ende der Veranstaltung, während die Ferrari von Anfang bis zum Schluss ein konkurrenzloses Rennen fuhren. Selbst viele Fahrer, unter anderem Jacques Villeneuve, Nick Heidfeld, Räikkönen und Montoya verließen das Rennen noch vor dem Ende, sogar die Williams- und Sauber-Teams begannen mit dem Zusammenpacken ihrer Sachen. Viele Fans nutzten die unspektakuläre Zeit, um Tafeln mit ihrer Meinung anzufertigen, auf denen mehrmals die Wut über Ferrari kundgetan wurde. Einige wurden von den Kameras eingefangen.
Albers eröffnete die Boxenstopps, er fuhr auf einer Dreistoppstrategie. Sein Teamkollege Friesacher kam wenige Runden später an die Box und war auf einer Zweistoppstrategie unterwegs, ähnlich wie Karthikeyan, der kurz darauf auch einen Boxenstopp absolvierte. In Runde 20 wurde mit Friesacher der erste Fahrer überrundet, er konnte sich aber nach den Boxenstopps der beiden Ferrari wieder zurückrunden. Monteiro holte sich in Runde 22 seinen Treibstoff für etwa 21 weitere Runden ab. Im mittleren Rennabschnitt führte Barrichello nach einem Boxenstopp Michael Schumachers das Rennen an, da dessen Boxenstopp einige Sekunden länger als gewöhnlich dauerte. Ursächlich für den längeren Boxenstopp war die Annahme, Schumachers linker Hinterreifen sei defekt. Da man aufgrund des Reglements nicht gleichzeitig Tanken und Reifen wechseln durfte, wurde zuerst der fragliche Reifen begutachtet und, da der Reifen in Ordnung war, anschließend nachgetankt. In Runde 41 stoppte Albers zum zweiten Mal, wobei er seinen Motor abwürgte. Er konnte das Rennen jedoch nach einem Neustart des Motors fortsetzen. In derselben Runde wurde Friesacher erneut von den Ferraris überrundet und Karthikeyan nutzte inzwischen seinen linken Vorderreifen durch zahlreiche Verbremser zusehends ab.
Obwohl nur sechs Fahrer das Rennen aufgenommen hatten, war es dennoch von Spannung geprägt. Gerüchte vor dem Rennen sagten einen Austausch Barrichellos durch Felipe Massa in der nächsten Saison voraus. Bedingt durch dieses Gerücht und den Ärger der Zuschauer an der Strecke, sah Ferrari vom Aussprechen einer Stallorder zugunsten Michael Schumachers ab. Schumacher versuchte rundenlang, auf Barrichello aufzuschließen, jedoch konterte Barrichello stets durch seinerseits schnelle Runden und gab die Führung nicht freiwillig auf. In Runde 45 musste Friesacher an die Box, doch der Tankschlauch konnte nicht korrekt aufgesetzt werden, wodurch der Österreicher eine Menge Zeit verlor. Er kam hinter Barrichello, aber vor Schumacher zurück auf die Strecke, was diesem zusätzlich Zeit während der Aufholjagd kostete. Barrichello seinerseits wurde jedoch ebenfalls durch Karthikeyan aufgehalten, welcher kurz darauf auch an die Box fuhr. Das Team holte den Inder absichtlich früher herein, um den Ferraris aus dem Weg zu gehen. In Runde 48 kamen Monteiro und Barrichello an die Box. Durch den Stopp Barrichellos übernahm Schumacher wieder die Führungsposition, wobei es nach Schumachers letztem Stopp bei der Boxenausfahrt fast zu einer Kollision der beiden Ferraris gekommen wäre. Barrichello wich jedoch neben die Strecke aus, so dass der Unfall verhindert werden konnte. Nur eine Runde später kam mit Albers der letzte Fahrer an die Box, womit 21 Runden vor dem Ende jeder seine Boxenstopps absolviert hatte. In Runde 56 begannen die Ferraris, die Geschwindigkeit zu reduzieren, und fuhren in der Folge ca. drei Sekunden langsamer als zuvor, womit man in etwa so schnell war wie der drittplatzierte Monteiro. In Runde 70 wurde Monteiro überrundet, dadurch waren nurmehr die beiden Ferraris in der Führungsrunde. Friesachers Motor machte wenige Runden vor dem Ende Probleme mit Fehlzündungen.
Schumacher behielt die Führung bis zum Ende und gewann sein erstes Saisonrennen vor Barrichello und Monteiro, der zum ersten Mal in seiner Formel-1-Karriere Punkte erzielte und auf dem Podest stand. Es war zudem die letzte Podest-Platzierung von Jordan in der Geschichte des Teams. Auf den Plätzen vier bis sechs folgten Karthikeyan, Albers und Friesacher, die bei diesem Rennen allesamt ihre ersten und einzigen Punkte erzielen konnten. Die Podiumszerenomie war geprägt durch laute Buhrufe der Zuschauer und die beiden Ferraripiloten verließen nach der Pokalübergabe schnell das Podium. Lediglich Monteiro versprühte seinen Champagner und wurde von den Fans bejubelt.
Während des Rennens versuchten einige Fans, sich Zugang zum Fahrerlager zu verschaffen, was aber von den Sicherheitskräften verhindert wurde.

### Ähnlicher Vorfall im NASCAR Sprint Cup
Drei Jahre später kam es im NASCAR Sprint Cup beim Allstate 400 at the Brickyard zu einem ähnlichen Reifendebakel mit dem Reifenhersteller Goodyear. Allerdings wurde das NASCAR-Rennen auf dem Oval des Indianapolis Motor Speedway ausgetragen und nicht auf der Grand-Prix-Strecke im Infield. Da Goodyear der einzige Reifenhersteller des Sprint Cups war, gab es im Verlauf des Rennens insgesamt neun erzwungene Gelbphasen der Rennleitung, die sogenannten „Competition-Cautions“. Den Fahrern und Teams wurde somit ermöglicht, die Reifen zu wechseln, bevor es zu Unfällen durch Reifenschäden kommen konnte.

## Meldeliste
| Team                       | Nr. | Fahrer               | Chassis        | Motor                 | Reifen |
| -------------------------- | --- | -------------------- | -------------- | --------------------- | ------ |
| Scuderia Ferrari Marlboro  | 01  | Michael Schumacher   | Ferrari F2005  | Ferrari 3.0 V10       | B      |
| Scuderia Ferrari Marlboro  | 02  | Rubens Barrichello   | Ferrari F2005  | Ferrari 3.0 V10       | B      |
| Lucky Strike BAR Honda     | 03  | Jenson Button        | BAR 007        | Honda 3.0 V10         | M      |
| Lucky Strike BAR Honda     | 04  | Takuma Satō          | BAR 007        | Honda 3.0 V10         | M      |
| Mild Seven Renault F1 Team | 05  | Fernando Alonso      | Renault R25    | Renault 3.0 V10       | M      |
| Mild Seven Renault F1 Team | 06  | Giancarlo Fisichella | Renault R25    | Renault 3.0 V10       | M      |
| BMW WilliamsF1 Team        | 07  | Mark Webber          | Williams FW27  | BMW 3.0 V10           | M      |
| BMW WilliamsF1 Team        | 08  | Nick Heidfeld        | Williams FW27  | BMW 3.0 V10           | M      |
| West McLaren Mercedes      | 09  | Kimi Räikkönen       | McLaren MP4-20 | Mercedes-Benz 3.0 V10 | M      |
| West McLaren Mercedes      | 10  | Juan Pablo Montoya   | McLaren MP4-20 | Mercedes-Benz 3.0 V10 | M      |
| West McLaren Mercedes      | 35  | Pedro de la Rosa     | McLaren MP4-20 | Mercedes-Benz 3.0 V10 | M      |
| Sauber Petronas            | 11  | Jacques Villeneuve   | Sauber C24     | Petronas 3.0 V10      | M      |
| Sauber Petronas            | 12  | Felipe Massa         | Sauber C24     | Petronas 3.0 V10      | M      |
| Red Bull Racing            | 14  | David Coulthard      | Red Bull RB1   | Cosworth 3.0 V10      | M      |
| Red Bull Racing            | 15  | Christian Klien      | Red Bull RB1   | Cosworth 3.0 V10      | M      |
| Red Bull Racing            | 37  | Scott Speed          | Red Bull RB1   | Cosworth 3.0 V10      | M      |
| Panasonic Toyota Racing    | 16  | Jarno Trulli         | Toyota TF105   | Toyota 3.0 V10        | M      |
| Panasonic Toyota Racing    | 17  | Ralf Schumacher      | Toyota TF105   | Toyota 3.0 V10        | M      |
| Panasonic Toyota Racing    | 17  | Ricardo Zonta        | Toyota TF105   | Toyota 3.0 V10        | M      |
| Panasonic Toyota Racing    | 38  | Ricardo Zonta        | Toyota TF105   | Toyota 3.0 V10        | M      |
| Jordan Grand Prix          | 18  | Tiago Monteiro       | Jordan EJ15    | Toyota 3.0 V10        | B      |
| Jordan Grand Prix          | 19  | Narain Karthikeyan   | Jordan EJ15    | Toyota 3.0 V10        | B      |
| Jordan Grand Prix          | 39  | Robert Doornbos      | Jordan EJ15    | Toyota 3.0 V10        | B      |
| Minardi F1 Team            | 20  | Patrick Friesacher   | Minardi PS05   | Cosworth 3.0 V10      | B      |
| Minardi F1 Team            | 21  | Christijan Albers    | Minardi PS05   | Cosworth 3.0 V10      | B      |

Anmerkungen
1. 1 2 3 4  Diese Fahrer durften nur am Freitag in einem dritten Auto am Grand-Prix-Wochenende teilnehmen.
2. 1 2  Ralf Schumacher fuhr den Toyota mit der Nummer 17 im ersten und zweiten freien Training. Zonta übernahm das Fahrzeug anschließend für das restliche Rennwochenende.

## Klassifikationen

### Qualifying
| Pos. | Fahrer               | Konstrukteur      | Zeit     | Start |
| ---- | -------------------- | ----------------- | -------- | ----- |
| 01   | Jarno Trulli         | Toyota            | 1:10,625 | 01    |
| 02   | Kimi Räikkönen       | McLaren-Mercedes  | 1:10,694 | 02    |
| 03   | Jenson Button        | BAR-Honda         | 1:11,277 | 03    |
| 04   | Giancarlo Fisichella | Renault           | 1:11,290 | 04    |
| 05   | Michael Schumacher   | Ferrari           | 1:11,369 | 05    |
| 06   | Fernando Alonso      | Renault           | 1:11,380 | 06    |
| 07   | Rubens Barrichello   | Ferrari           | 1:11,431 | 07    |
| 08   | Takuma Satō          | BAR-Honda         | 1:11,497 | 08    |
| 09   | Mark Webber          | Williams-BMW      | 1:11,527 | 09    |
| 10   | Felipe Massa         | Sauber-Petronas   | 1:11,555 | 10    |
| 11   | Juan Pablo Montoya   | McLaren-Mercedes  | 1:11,681 | 11    |
| 12   | Jacques Villeneuve   | Sauber-Petronas   | 1:11,691 | 12    |
| 13   | Ricardo Zonta        | Toyota            | 1:11,754 | 13    |
| 14   | Christian Klien      | Red Bull-Cosworth | 1:12,132 | 14    |
| 15   | Nick Heidfeld        | Williams-BMW      | 1:12,430 | 15    |
| 16   | David Coulthard      | Red Bull-Cosworth | 1:12,682 | 16    |
| 17   | Tiago Monteiro       | Jordan-Toyota     | 1:13,462 | 17    |
| 18   | Christijan Albers    | Minardi-Cosworth  | 1:13,632 | 18    |
| 19   | Narain Karthikeyan   | Jordan-Toyota     | 1:13,776 | 19    |
| 20   | Patrick Friesacher   | Minardi-Cosworth  | 1:14,494 | 20    |

### Rennen
| Pos. | Fahrer               | Konstrukteur      | Runden | Stopps | Zeit        | Start | Schnellste Runde |
| ---- | -------------------- | ----------------- | ------ | ------ | ----------- | ----- | ---------------- |
| 01   | Michael Schumacher   | Ferrari           | 73     | 2      | 1:29:43,181 | 05    | 1:11,497 (48.)   |
| 02   | Rubens Barrichello   | Ferrari           | 73     | 2      | + 1,522     | 07    | 1:11,649 (48.)   |
| 03   | Tiago Monteiro       | Jordan-Toyota     | 72     | 2      | + 1 Runde   | 17    | 1:13,237 (44.)   |
| 04   | Narain Karthikeyan   | Jordan-Toyota     | 72     | 2      | + 1 Runde   | 19    | 1:13,370 (65.)   |
| 05   | Christijan Albers    | Minardi-Cosworth  | 71     | 3      | + 2 Runden  | 18    | 1:13,907 (02.)   |
| 06   | Patrick Friesacher   | Minardi-Cosworth  | 71     | 2      | + 2 Runden  | 20    | 1:14,490 (43.)   |
| DNS  | Jarno Trulli         | Toyota            | –      | –      | –           | 01    | –                |
| DNS  | Kimi Räikkönen       | McLaren-Mercedes  | –      | –      | –           | 02    | –                |
| DNS  | Jenson Button        | BAR-Honda         | –      | –      | –           | 03    | –                |
| DNS  | Giancarlo Fisichella | Renault           | –      | –      | –           | 04    | –                |
| DNS  | Fernando Alonso      | Renault           | –      | –      | –           | 06    | –                |
| DNS  | Takuma Satō          | BAR-Honda         | –      | –      | –           | 08    | –                |
| DNS  | Mark Webber          | Williams-BMW      | –      | –      | –           | 09    | –                |
| DNS  | Felipe Massa         | Sauber-Petronas   | –      | –      | –           | 10    | –                |
| DNS  | Juan Pablo Montoya   | McLaren-Mercedes  | –      | –      | –           | 11    | –                |
| DNS  | Jacques Villeneuve   | Sauber-Petronas   | –      | –      | –           | 12    | –                |
| DNS  | Ricardo Zonta        | Toyota            | –      | –      | –           | 13    | –                |
| DNS  | Christian Klien      | Red Bull-Cosworth | –      | –      | –           | 14    | –                |
| DNS  | Nick Heidfeld        | Williams-BMW      | –      | –      | –           | 15    | –                |
| DNS  | David Coulthard      | Red Bull-Cosworth | –      | –      | –           | 16    | –                |

Anmerkungen
1. 1 2 3 4 5 6 7 8 9 10 11 12 13 14  Wegen Reifenproblemen nicht gestartet.

## WM-Stände nach dem Rennen
Die ersten acht eines Rennens bekamen 10, 8, 6, 5, 4, 3, 2 bzw. 1 Punkt(e). Da nur sechs Fahrzeuge starteten, entfielen die Punkte für den 7. bzw. 8. Platz.

### Fahrerwertung
| Pos. | Fahrer               | Konstrukteur      | Punkte |
| ---- | -------------------- | ----------------- | ------ |
| 01   | Fernando Alonso      | Renault           | 59     |
| 02   | Kimi Räikkönen       | McLaren-Mercedes  | 37     |
| 03   | Michael Schumacher   | Ferrari           | 34     |
| 04   | Rubens Barrichello   | Ferrari           | 29     |
| 05   | Jarno Trulli         | Toyota            | 27     |
| 06   | Nick Heidfeld        | Williams-BMW      | 25     |
| 07   | Mark Webber          | Williams-BMW      | 22     |
| 08   | Ralf Schumacher      | Toyota            | 20     |
| 09   | Giancarlo Fisichella | Renault           | 17     |
| 10   | David Coulthard      | Red Bull-Cosworth | 17     |
| 11   | Juan Pablo Montoya   | McLaren-Mercedes  | 16     |
| 12   | Felipe Massa         | Sauber-Petronas   | 7      |

| Pos. | Fahrer             | Konstrukteur      | Punkte |
| ---- | ------------------ | ----------------- | ------ |
| 13   | Tiago Monteiro     | Jordan-Toyota     | 6      |
| 14   | Alexander Wurz     | McLaren-Mercedes  | 6      |
| 15   | Jacques Villeneuve | Sauber-Petronas   | 5      |
| 16   | Narain Karthikeyan | Jordan-Toyota     | 5      |
| 17   | Christijan Albers  | Minardi-Cosworth  | 4      |
| 18   | Pedro de la Rosa   | McLaren-Mercedes  | 4      |
| 19   | Christian Klien    | Red Bull-Cosworth | 4      |
| 20   | Patrick Friesacher | Minardi-Cosworth  | 3      |
| 21   | Vitantonio Liuzzi  | Red Bull-Cosworth | 1      |
| 22   | Jenson Button      | BAR-Honda         | 0      |
| 23   | Takuma Satō        | BAR-Honda         | 0      |
| –    | Anthony Davidson   | BAR-Honda         | 0      |

### Konstrukteurswertung
| Pos. | Konstrukteur     | Punkte |
| ---- | ---------------- | ------ |
| 01   | Renault          | 76     |
| 02   | McLaren-Mercedes | 63     |
| 03   | Ferrari          | 63     |
| 04   | Williams-BMW     | 47     |
| 05   | Toyota           | 47     |

| Pos. | Konstrukteur      | Punkte |
| ---- | ----------------- | ------ |
| 06   | Red Bull-Cosworth | 22     |
| 07   | Sauber-Petronas   | 12     |
| 08   | Jordan-Toyota     | 11     |
| 09   | Minardi-Cosworth  | 7      |
| 10   | BAR-Honda         | 0      |